# Matthew Dubourg
Matthew Dubourg   (Londres, 1703 - Londres, 1767) Fou un director d'orquestra anglès que va passar la major part de la seva vida a Irlanda. Entre altres èxits, Dubourg va dirigir l'orquestra en l'estrena del gran oratori de Händel, el Messies.
Dubourg va néixer a Londres, era fill il·legítim d'un mestre de ball de la cort, la identitat de mare és desconeguda. En 1712, a l'edat de 9 anys, va interpretar una sonata de Corelli assentat en un tamboret a la casa de Britton. Als 11 anys, el 1714, va continuar els seus estudis sota el celebrat violonista, compositor i teòric de la música italiana, Franceso Geminiani. Va realitzar una sonata al Teatre de la Reina el març de 1714, un concert benèfic al maig a l'habitatge d'Hickford, així com moltes altres actuacions durant la temporada de Londres.
El 17 de juny de 1727 es va casar amb Frances, filla del músic Bernard Gates a Stanmore, Middlesex. Tenien, una filla anomenada Elizabeth, que es va casar amb l'oboista Redmond Simpson el 22 de setembre de 1753, i van tenir un fill.
Dubourg va servir com a concertista des de 1728 fins a 1764 a Dublín. El seu títol oficial va ser "Cap Compositor i Mestre de la Música que assistia a l'Estat de s'ha Majestat a Irlanda" al Castell de Dublín. Va ser força important per a la vida musical de Dublín, juntament amb Geminiani, que era el seu amic i professor per molts anys.

## El Messies d'Händel
Dubourg va dirigir l'orquestra en les primeres interpretacions del Messies d'Händel. Dubourg havia treballat amb Händel ja en 1719 a Londres. L'estrena del Messiah va tenir lloc al "Mr Neale's Music Hall" a Dublín el 13 d'abril de 1742.
El degà de la catedral de Sant Patrici, Jonathan Swift (1667-1745) (que és més conegut avui com a autor dels Els viatges de Gulliver) va ser autoritzat per utilitzar membres dels cors de les catedrals de Dublín. No obstant això, Swift va retirar el seu permís, només per atorgar-ho una altra vegada a mesura que s'acosten les dates per a les actuacions. Swift tampoc tenia paraules amables per a l'orquestra de Dubourg. Els en deia "un club de violinistes a Fishamble Street".
Händel va liderar l'actuació del Messies del clavecin, i Dubourg va dirigir l'orquestra. Malgrat Swift's contra l'orquestra de Dubourg, Handel va pensar que interpretaven molt bé, escrivint a Charles Jennens (mecenes de Händel): "Pel que fa als Instruments són realment excel·lents, el senyor Dubourgh està al capdavant d'ells, i la Música sona deliciosament en aquesta encantadora sala".
D'un concert el 1742 dirigit per Händel, es va dir la següent anècdota: Dubourg va interpretar una cadència en què va allunyar-se del tema creant modulacions complexes d'aquest. Quan finalment va tornar al tema original, Handel va dir: "Benvingut a casa, senyor Dubourg".
Després de l'estrena d'El Messies, Dubourg va viatjar a Londres amb Händel i va realitzar diverses altres obres amb ell al Covent Garden, incloent els oratoris, Samson, L'Allegro ed il Penseroso, i l'estrena de Londres del Messiah en 1743. Va tornar a Dublín a l'octubre, on dona classes i tingué entre els seus alumnes la dublinesa Katherine Plunkett.

## Obres
Dubourg va escriure diverses obres, que sovint es reprodueixen sovint, especialment a Gran Bretanya. Una de les seves passions va ser fer famoses melodies irlandeses i transformar-les en l'estil barroc tardà, com per exemple, amb les seves variacions de melodies druides. També se sol escoltar les seves variacions de les sonates (op. 5) d'Arcangelo Corelli.

## Més tard la vida i la mort
En 1752, Dubourg es va convertir en Mestre de la Capella Reial a Londres, càrrec que va ocupar fins a la seva mort el 1767. El 3 de juliol de 1767 Dubourg va fer una gran decisió deixant la major part de la seva hisenda a la seva esposa Frances, i va morir poc després. Hi ha alguna pregunta sobre la data de la mort, però la data de la seva mort registrada és el 5 de juliol de 1767. La inscripció a la seva llegenda diu:
| « | <"Aquí està el cos de Matthew Dubourg, compositor principal i mestre de la música del regne d'Irlanda, servit per a quatre generacions de l'il·lustre Casa d'Hannover, Jordi I i II., El s'Alteza Real el difunt Príncep de Gal·les i el seva Majestat actual, com també instructor de Música a les seves Altezas Reales el duc de Cumberland i el difunt Príncep Frederick. Va morir el 5 de juliol de 1767, als 64 anys." | » |

## Obres més conegudes de Dubourg
- Tho' sweet Orpheus thou couds't
- Bring
- Soft pleadings from the trembling string
- Unmov'd the King of Terror stands
- Nor owns the magic of thy hands.